# Gmina Kogarah
Gmina Kogarah (Municipality of Kogarah) - jeden z 38 samorządów lokalnych wchodzących w skład aglomeracji Sydney, największego zespołu miejskiego Australii. Leży w południowej części miasta i zajmuje powierzchnię 19,51 km². Liczy 52 537 mieszkańców (2006). 
Rada gminy składa się z dwunastu członków wybieranych w czterech trójmandatowych okręgach wyborczych, z zastosowaniem ordynacji proporcjonalnej. Wybierają oni spośród siebie burmistrza i jego zastępcę, którzy kierują egzekutywą. 

## Geograficzny podział gminy Kogarah
| - Allawah - Beverley Park - Blakehurst - Carlton - Carss Park | - Connells Point - Hurstville Grove - Kogarah - Kogarah Bay - Kyle Bay | - Mortdale - Oatley - Penshurst - Sans Souci - South Hurstville |

## Galeria

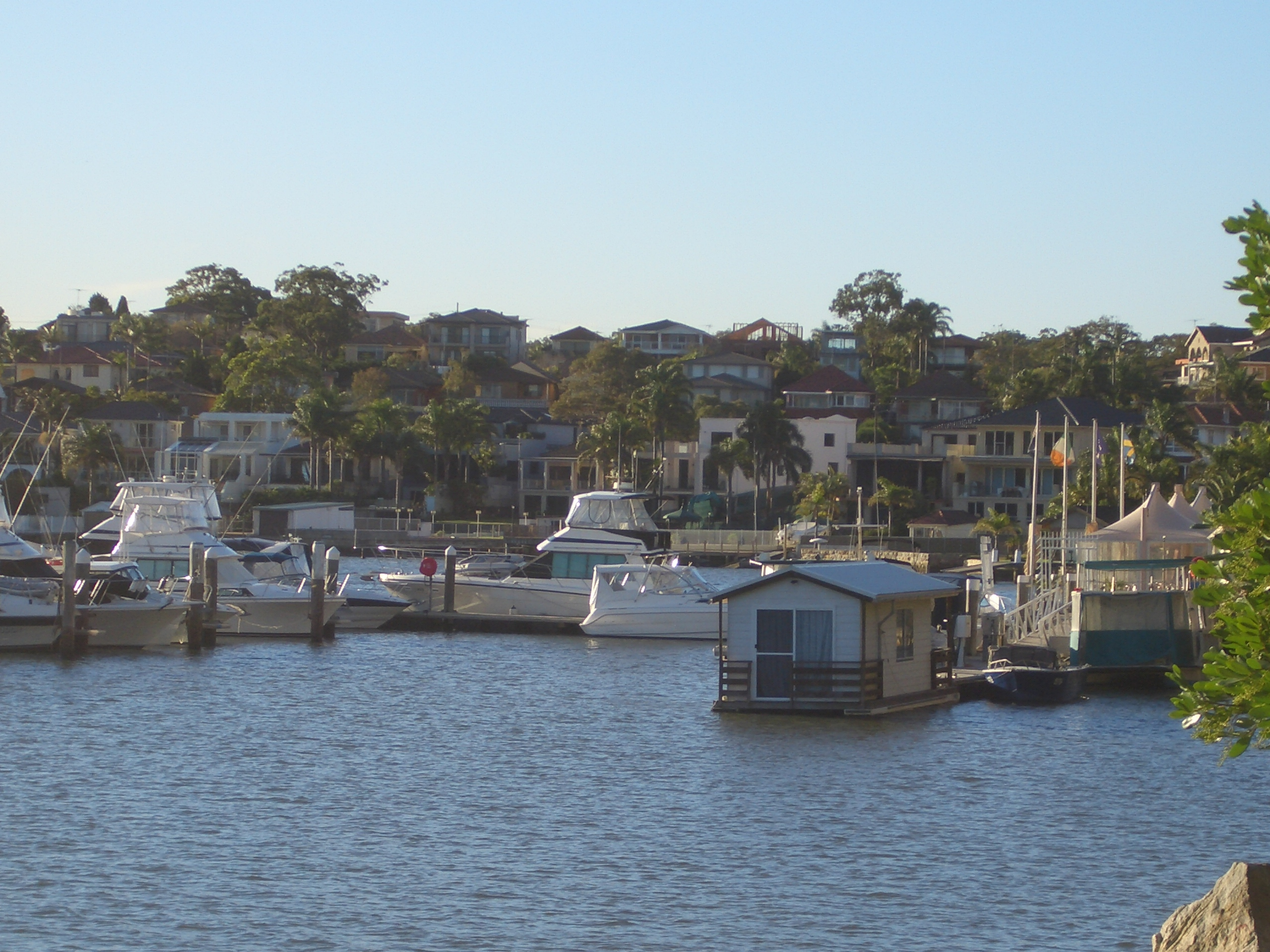
Port jachtowy w dzielnicy Blakehurst
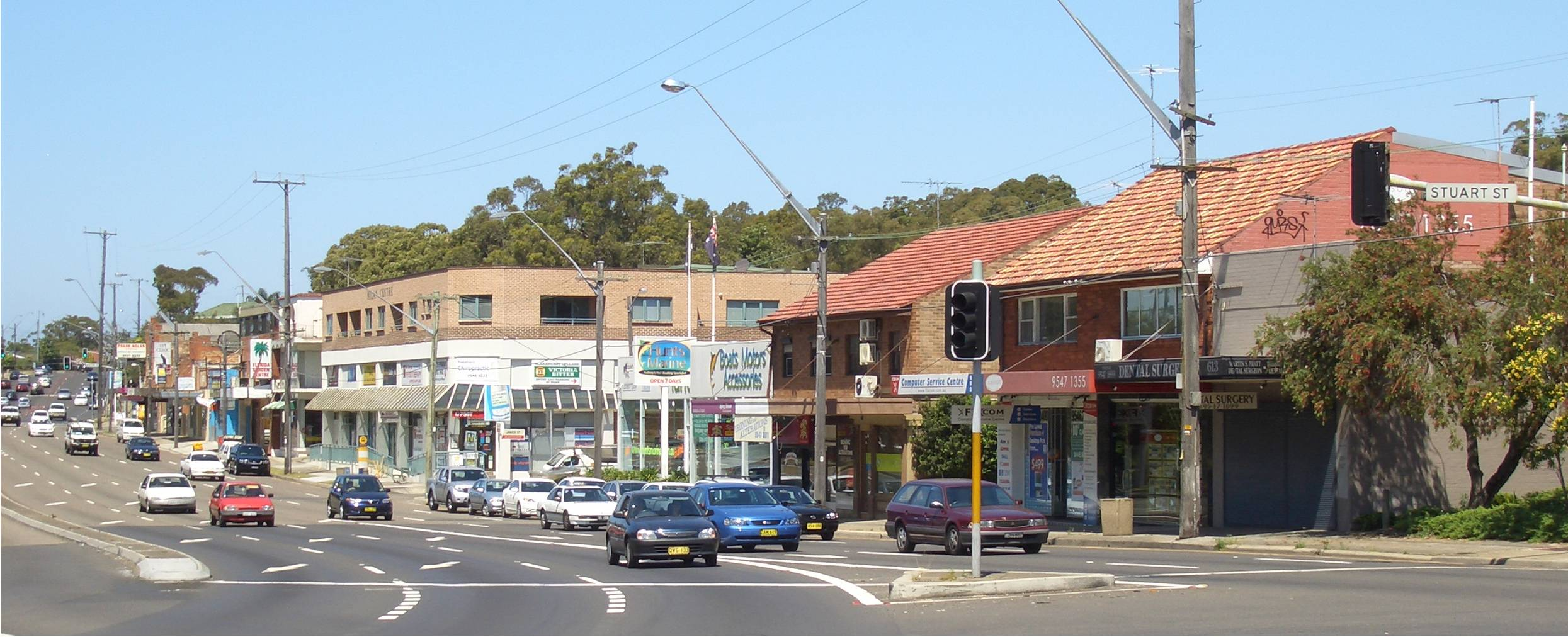
Trasa Princes Highway
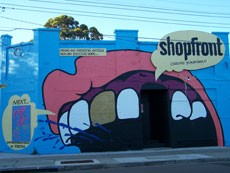
Shopfront Theatre